# Řevnice
Řevnice (německy: Rewnitz) jsou město v okresu Praha-západ ležící asi 10 km jihozápadně od okraje Prahy na řece Berounce. Žije zde přibližně 3 800 obyvatel. Pro svou polohu v blízkosti brdských Hřebenů a dobré spojení s Prahou a Berounem po železnici byly Řevnice již od počátku 20. století vyhledávaným sídelním místem.

## Historie
První písemná zmínka o sídle pochází z roku 1253, kdy král Václav I. postoupil kostel v Řevnicích (eccl. in Reueniz) a k němu se vztahující patronátní právo špitálu sv. Františka u pražského mostu, spravovanému rytířským řádem křižovníků s červenou hvězdou. V roce 1292 se již Řevnice jmenují městečkem (Hrzeunicz civitas) a král Václav II. je věnoval nově založenému klášteru cisterciáků ve Zbraslavi. Protože obě donace nebyly v listinách specifikovány, vznikaly mezi oběma řády neshody, které byly po řadě jednání rozhodnuty tak, že většina připadla cisterciákům a zhruba čtvrtina křižovníkům. Nepřímým vlastníkem však zůstal král i nadále, o čemž svědčí zprávy o zástavních držitelích. S krátkým přerušením v období stavovského povstání, kdy byl majetek obou řádů konfiskován a nakrátko se ocitl ve světských rukou, zůstaly Řevnice v církevním držení až do roku 1785. Po zrušení zbraslavského kláštera v rámci církevních reforem Josefa II. připadly Řevnice spolu s většinou cisterciáckého majetku knížecímu rodu z Oettingen-Wallersteinu, v jehož držení zůstaly až do zrušení vrchnostenského panství roku 1848. Křižovnickému řádu poté zůstal jen patronát nad kostelem a farou.
Svou původní funkci městečka, kde se již roku 1304 konaly trhy, ztratily Řevnice pravděpodobně během husitských válek, ještě na konci 15. století byly zmiňovány jako pouhá vesnice. Po období rozkvětu v 16. století následovalo zlé období třicetileté války, kdy Řevnice utrpěly značné škody za tažení švédských vojsk generála Arvida Wittenberga. V roce 1732 potvrdil císař Karel VI. Řevnicím městská privilegia, která kromě týdenních trhů umožňovala i provozovat 3x ročně výroční trhy. V roce 1787 zde byla zřízena menší škola – jednotřídka, kde se začalo učit v roce 1798.
Velký rozkvět Řevnic znamenalo otevření Západní dráhy, železniční trati z Prahy do Plzně, v roce 1862. V roce 1882 nahradilo původní zastávku první nádraží; budova dnešního nádraží byla postavena v roce 1896. Díky dobrému spojení s Prahou se Řevnice se proměnily v oblíbené letovisko a východisko k výletům do Brd. V roce 1863 byla zřízena pošta. Městečko se rozrůstalo, stavěly se i vilové čtvrtě. Vznikly zde též různé spolky. Nejvýznamnější byl Okrašlovací spolek, založený roku 1882, který se podílel mj. na výstavbě tenisových kurtů a plovárny na Berounce, zřizování sadů a kultivaci lesních partií. Má zásluhu i na založení Lesního divadla, které bylo postaveno v letech 1919–20. Mezi prvními spolky byly dále Sokol, Sbor dobrovolných hasičů nebo Dělnická beseda Havlíček, v období první republiky vznikla Jednota divadelních ochotníků, Obec Baráčníků a různé sportovní spolky. Mnohé fungují dosud, Okrašlovací spolek však komunistická vláda v 50. letech zrušila. V letech 1927–1937 mělo v Řevnicích své sídlo ukrajinské gymnázium, které bylo poté přestěhováno do Modřan.
Městys Řevnice byl povýšen na město v roce 1968. Při té příležitosti získaly Řevnice i nový městský znak. (Lev ve znaku znamená, že byly původně královským majetkem, vlnité pruhy jsou symbolem řeky Berounky).

### Územněsprávní začlenění
Dějiny územněsprávního začleňování zahrnují období od roku 1850 do současnosti. V chronologickém přehledu je uvedena územně administrativní příslušnost obce v roce, kdy ke změně došlo:
- 1850 země česká, kraj Praha, politický okres Smíchov, soudní okres Zbraslav[6]
- 1855 země česká, kraj Praha, soudní okres Zbraslav
- 1868 země česká, politický okres Smíchov, soudní okres Zbraslav
- 1927 země česká, politický okres Praha-venkov, soudní okres Zbraslav[7]
- 1939 země česká, Oberlandrat Praha, politický okres Praha-venkov, soudní okres Zbraslav[8]
- 1942 země česká, Oberlandrat Praha, politický okres Praha-venkov-jih, soudní okres Zbraslav[9]
- 1945 země česká, správní okres Praha-venkov-jih, soudní okres Zbraslav[10]
- 1949 Pražský kraj, okres Praha-jih[11]
- 1960 Středočeský kraj, okres Praha-západ
- 2003 Středočeský kraj, obec s rozšířenou působností Černošice

### Rok 1932
V městysi Řevnice (2957 obyvatel) byly v roce 1932 evidovány tyto živnosti a obchody:
- Instituce a průmysl: poštovní úřad, telegrafní úřad, telefonní úřad, četnická stanice, katolický kostel, výroba cementového zboží, 2 cihelny, elektrárna, knihtiskárna, kovotlačitelský závod, lom, mlýn, pila, 3 stavební podnikatelství, 2 velkostatky,
- Služby (výběr): 3 lékaři, zubní lékař, zvěrolékař, architekt, autodílna, 2 autodopravci, biograf Sokol, 2 cukráři, 2 čalouníci, 2 drogerie, 2 fotoateliéry, hodinář, 8 hostinců, 2 hotely (Grand, Horák), 4 kapelníci, lékárna U červené hvězdy, papírnictví, pension, spořitelní a záložní spolek pro Řevnice, Úvěrní ústav v Berouně, Živnostenská záložna v Řevnicích, 2 zedničtí mistři.

## Doprava

### Dopravní síť
- Pozemní komunikace – Obcí procházejí silnice II/115 Praha Radotín – Dobřichovice – Řevnice a II/116 Mníšek pod Brdy – Řevnice – Karlštejn – Beroun.
- Železnice – Městem vede železniční trať Praha–Beroun . Jde o dvoukolejnou elektrifikovanou trať, součást 3. koridoru, doprava na ní byla zahájena roku 1862, která sem z Prahy vede (až do Berouna) podél řeky Vltavy a jejího přítoku Berounky.

### Veřejná doprava 2016
- Autobusová doprava – Z města vedou autobusové linky např. do těchto cílů: Hořovice, Hostomice pod Brdy, Mořina, Praha.
- Železniční doprava – Po trati Praha–Beroun vede linka S7 (Český Brod – Úvaly – Praha – Beroun) v rámci pražského systému Esko. V železniční stanici Řevnice zastavuje denně velké množství osobních vlaků.

## Obyvatelstvo
| Rok            | 1869 | 1880 | 1890 | 1900 | 1910 | 1921 | 1930 | 1950 | 1961 | 1970 | 1980 | 1991 | 2001 |
| Počet obyvatel | 675  | 741  | 861  | 1085 | 1235 | 1641 | 2939 | 3111 | 3687 | 3428 | 3306 | 2966 | 2956 |
| Rok            | 1869 | 1880 | 1890 | 1900 | 1910 | 1921 | 1930 | 1950 | 1961 | 1970 | 1980 | 1991 | 2001 |
| Počet domů     | 78   | 98   | 117  | 176  | 249  | 320  | 593  | 798  | 754  | 773  | 860  | 965  | 1050 |

## Pamětihodnosti

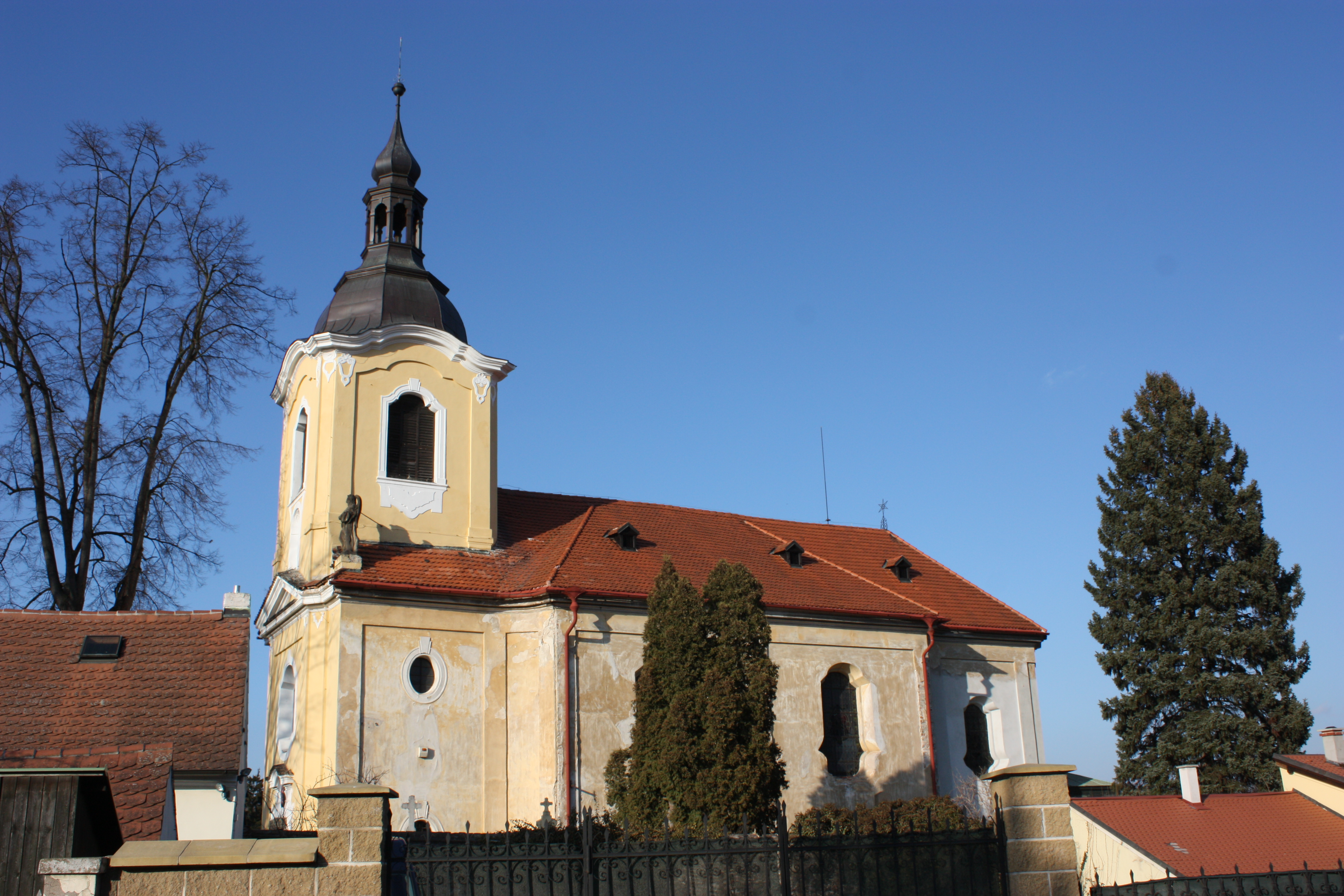
Kostel sv. Mořice

- Kostel svatého Mořice – barokní kostel vystavěný v letech 1749–1752
- novobarokní fara – z let 1905–1906, podle návrhu architekta Eduarda Sochora
- selská usedlost čp. 7 „U Valšubů“ se zdobeným barokním štítem
- kašna a pomník padlých ve světových válkách na náměstí
- Zámeček – klasicizující budova z 60. let 19. století postavená pro majitele zdejšího velkostatku, později prodána dominikánům, upravena v roce 1939 (sídlo ZUŠ)
- vily pod lesem: vila Zbiroh, Sochorova vila
- Grandhotel Berounka u nádraží – stavba z počátku 20. století se secesními prvky
- starý hřbitov
- Sochorova hrobka – pozdně secesní hrobka rodiny Sochorovy na novém hřbitově
- Modlitebna církve Československé husitské ve stylu art déco
- Lesní divadlo
- Corso pod Lipami – rezidenční komplex od významné české architektky Aleny Šrámkové

## Kultura
V Řevnicích funguje Městské kulturní středisko a Městská knihovna Ignáta Herrmanna. Je zde Základní umělecká škola a dva dětské folklórní soubory, taneční soubor Klíček a hudební soubor Notičky. Dlouhou tradici má v Řevnicích ochotnické divadlo. V roce 1923 vznikla Jednota divadelních ochotníků, později byl soubor pod patronací Městského kulturního střediska, v roce 2001 se osamostatnil jako občanské sdružení Divadelní soubor Řevnice. Vystupuje zejména v Lesním divadle, kde se konají i další kulturní akce, např. hudební festivaly (Porta, Řev Řevnice, Blues v lese) nebo Lesní slavnosti divadla. Divadelní představení a koncerty hostí také zrekonstruované řevnické kino nebo sál Zámečku.

## Turistické zajímavosti
Řevnice jsou východiskem značených turistických cest na brdské Hřebeny. Řevnický Okrašlovací spolek ve spolupráci s Klubem českých turistů se přičinil o zprovoznění značené cesty z Řevnic na Skalku a na Babku, která byla první turisticky značenou cestu v Brdech (1889). Turistické průvodce věnované Řevnicím a okolí vznikly už v první polovině 20. století: v roce 1905 vydal Okrašlovací spolek knihu Stanislava Reiniše Průvodce po Řevnicích a na Skalku, další průvodce napsal Josef Václav Bohuslav, jeden z předsedů řevnického Okrašlovacího spolku: 33 výlety a procházky z Řevnic (1912) a  Řevnice jako letovisko a turistická brána brdská (1930).
Od roku 2018 vede Řevnicemi a blízkým okolím také Fabiánova naučná stezka, pojmenovaná podle brdského ducha Fabiána.
Řevnicemi procházela jedna z cest ze sítě zlatých stezek, které překračovaly Šumavu a spojovaly Čechy s Podunajím. Její část je zachovaná v původní štětované podobě na cestě od hřbitova na jih po zelené turistické značce.
Jižně od Řevnic se nacházejí pozůstatky tzv.  pražské čáry, pásu opevnění z 30. let (všechny tyto řopíky byly po obsazení ČR Němci zničeny).

## Osobnosti
- Ignát Herrmann (1854–1935) – spisovatel
- Eduard Sochor (1862–1947) – architekt
- Hana Cavallarová (Weissová-Cavallarová, 1863–1946) – operní pěvkyně
- Josef Václav Bohuslav (1863–1952) – soudce, činovník Klubu českých turistů
- Vladimír Weiss (1897–1989) – architekt
- Antonín Hřebík (1902–1984) – sokolský činovník a politik
- Ludmila Červinková (1908–1980) – operní pěvkyně a hudební pedagožka.
- Josef Paukert (1915–1991) – malíř a grafik
- Ladislav Sitenský (1919–2009) – fotograf
- Ivan Řezáč (1924–1977) – hudební skladatel
- Ludmila Vaňková (1927–2022) – spisovatelka
- František Šedivý (1927–2021) – bývalý politický vězeň a spisovatel
- Dagmar Renertová (1930–2024) – výtvarnice, baletka a učitelka
- Jiří Seifert (1932–1999) – sochař, medailér a restaurátor
- Zdeněk Rytíř (1944–2013) – textař, hudební skladatel, hudebník
- Ondřej Hejma (*1951) – rockový hudebník, novinář
- Martina Navrátilová (*1956) – tenistka
- Vladislav Dudák (1958–2024) – filozof, historik a spisovatel
- Ester Pavlů (*1986) – operní pěvkyně

## Galerie

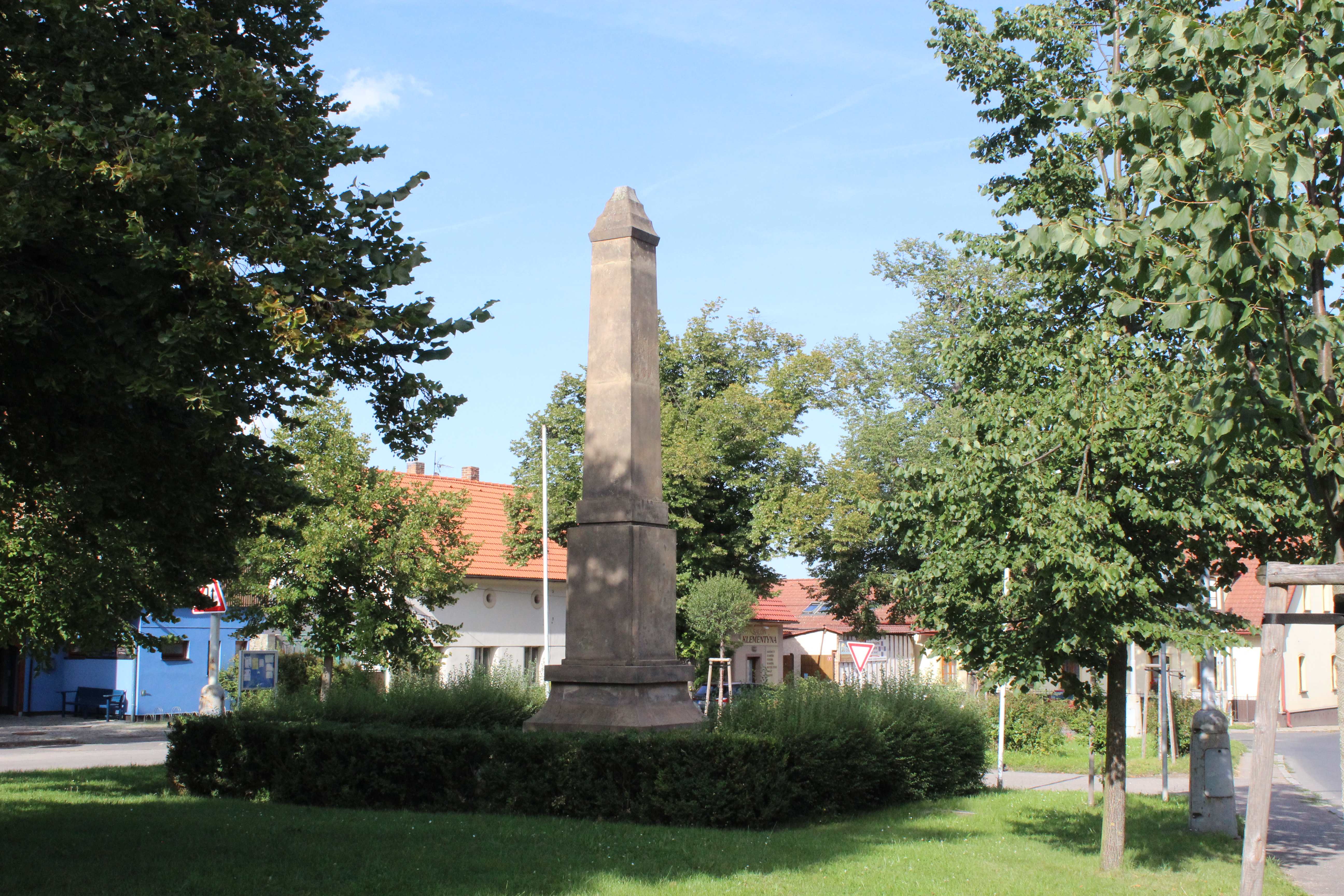
Náměstí krále Jiřího z Poděbrad
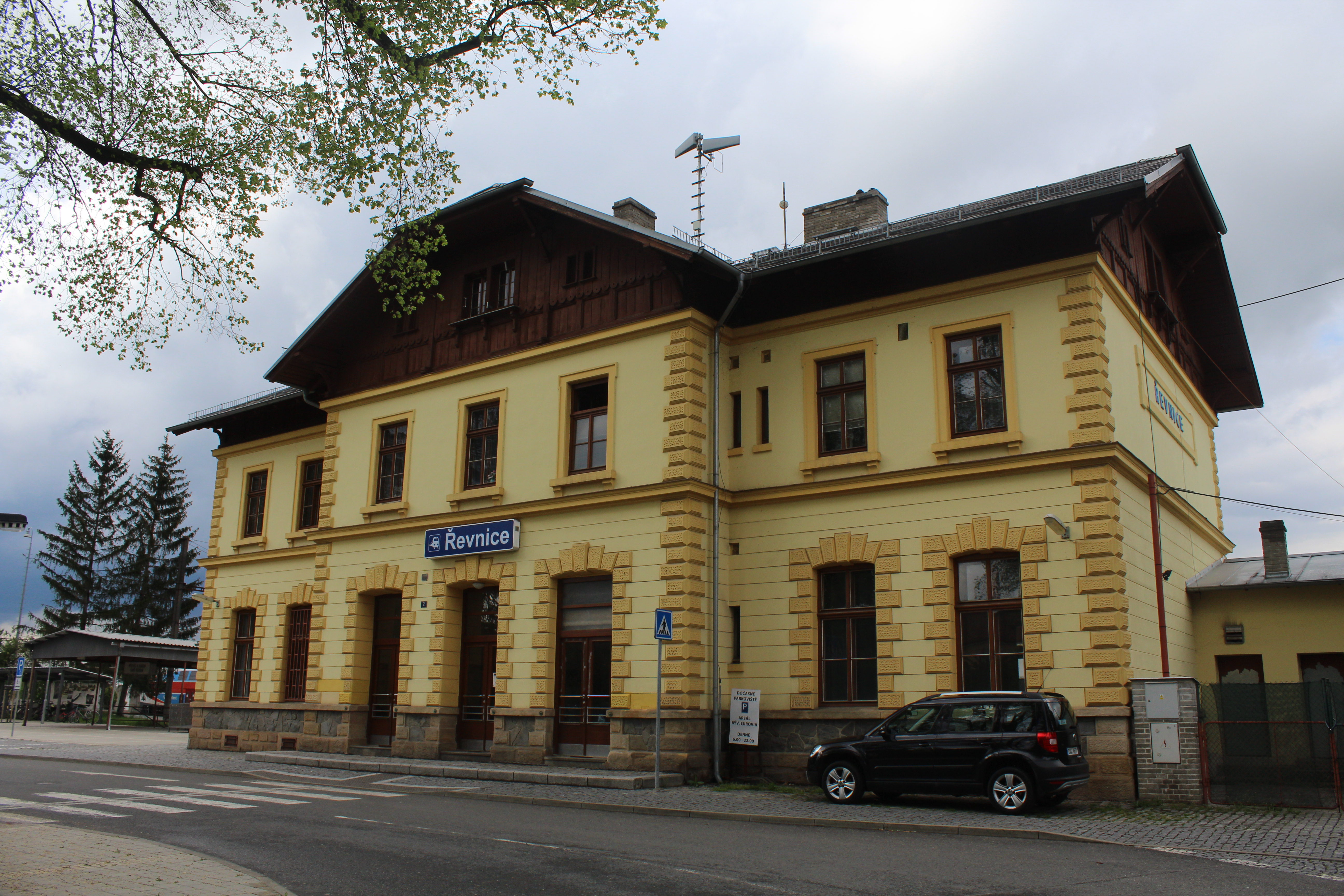
Železniční stanice
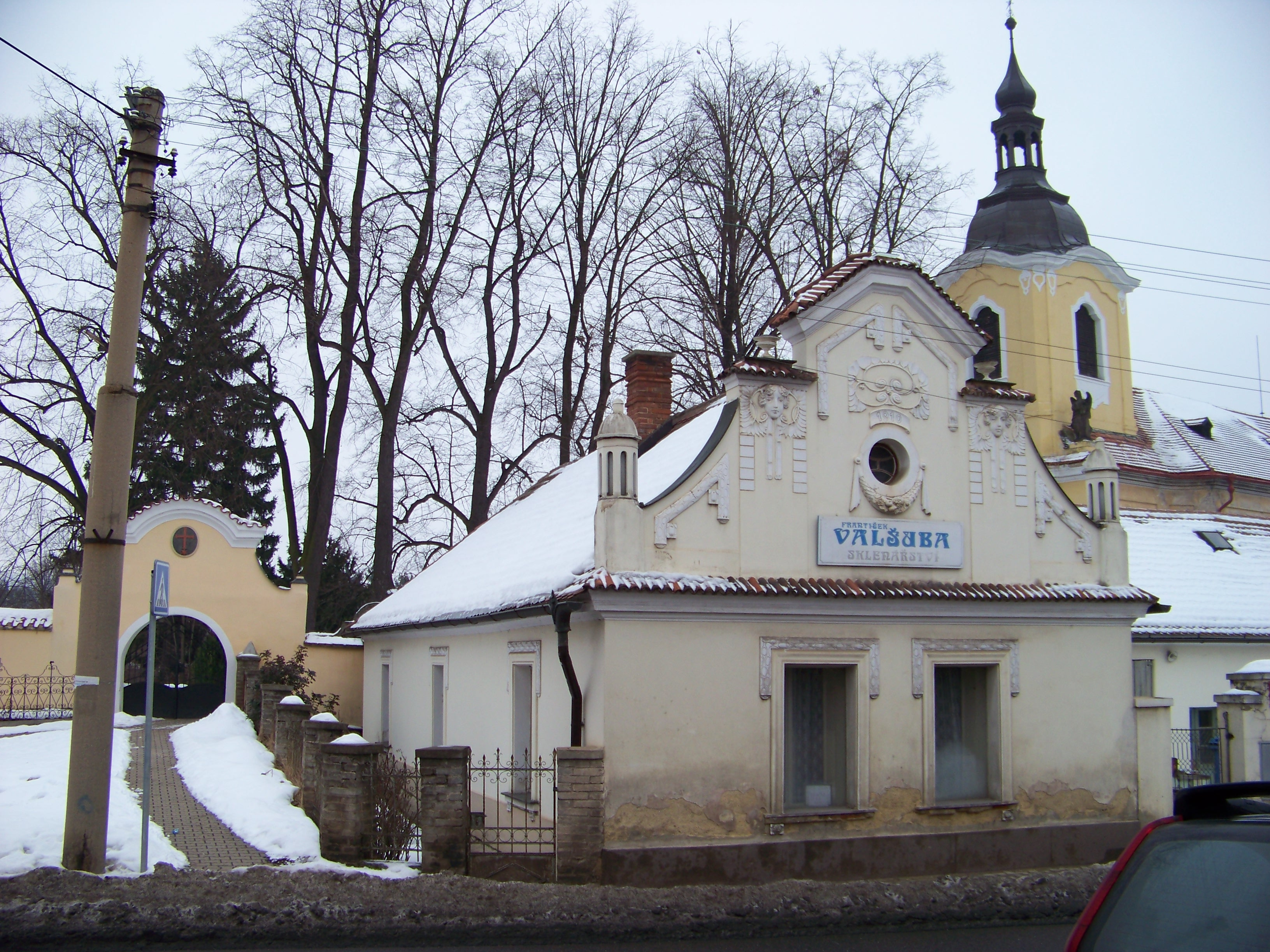
usedlost U Valšubů s věží kostela
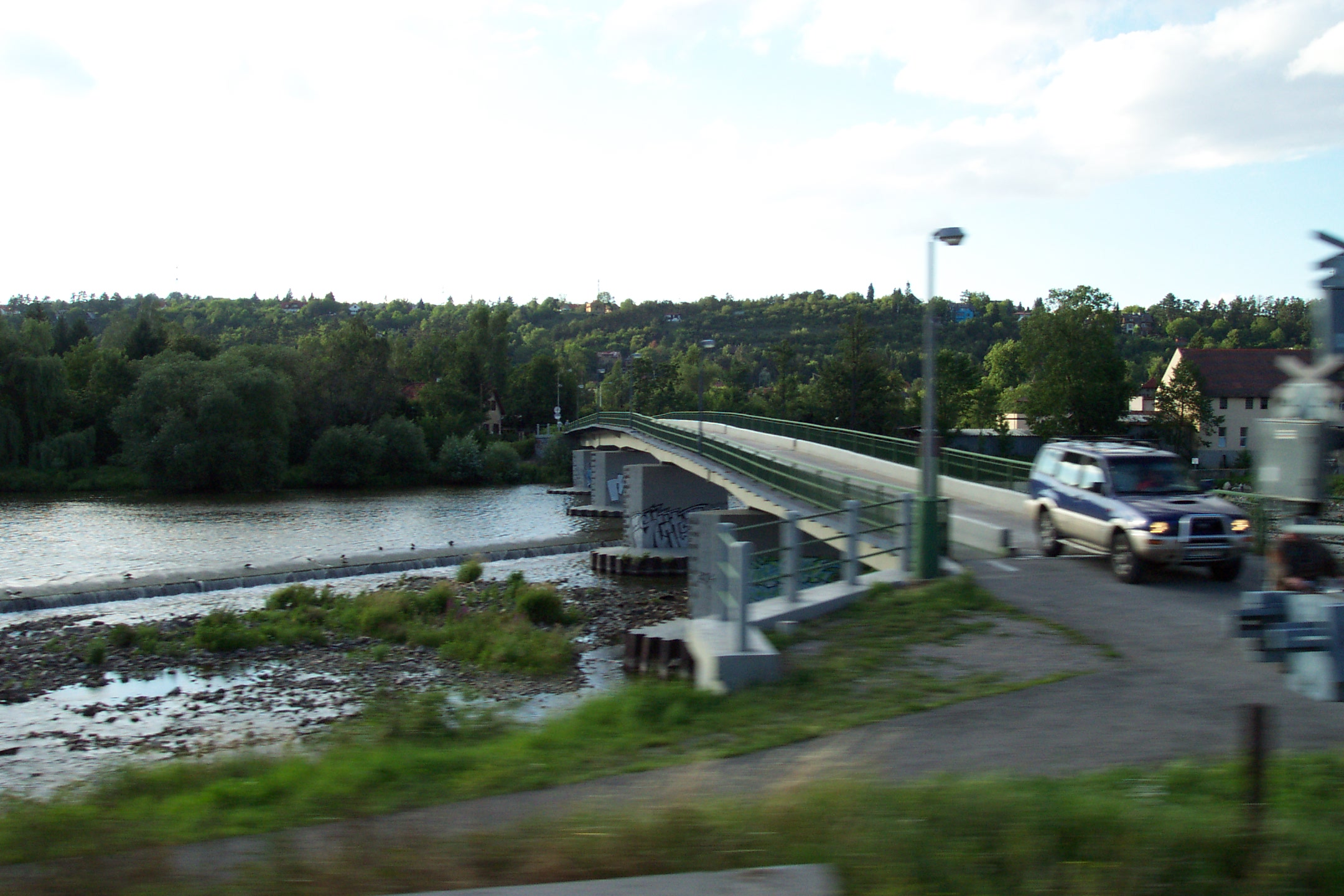
Lávka přes Berounku
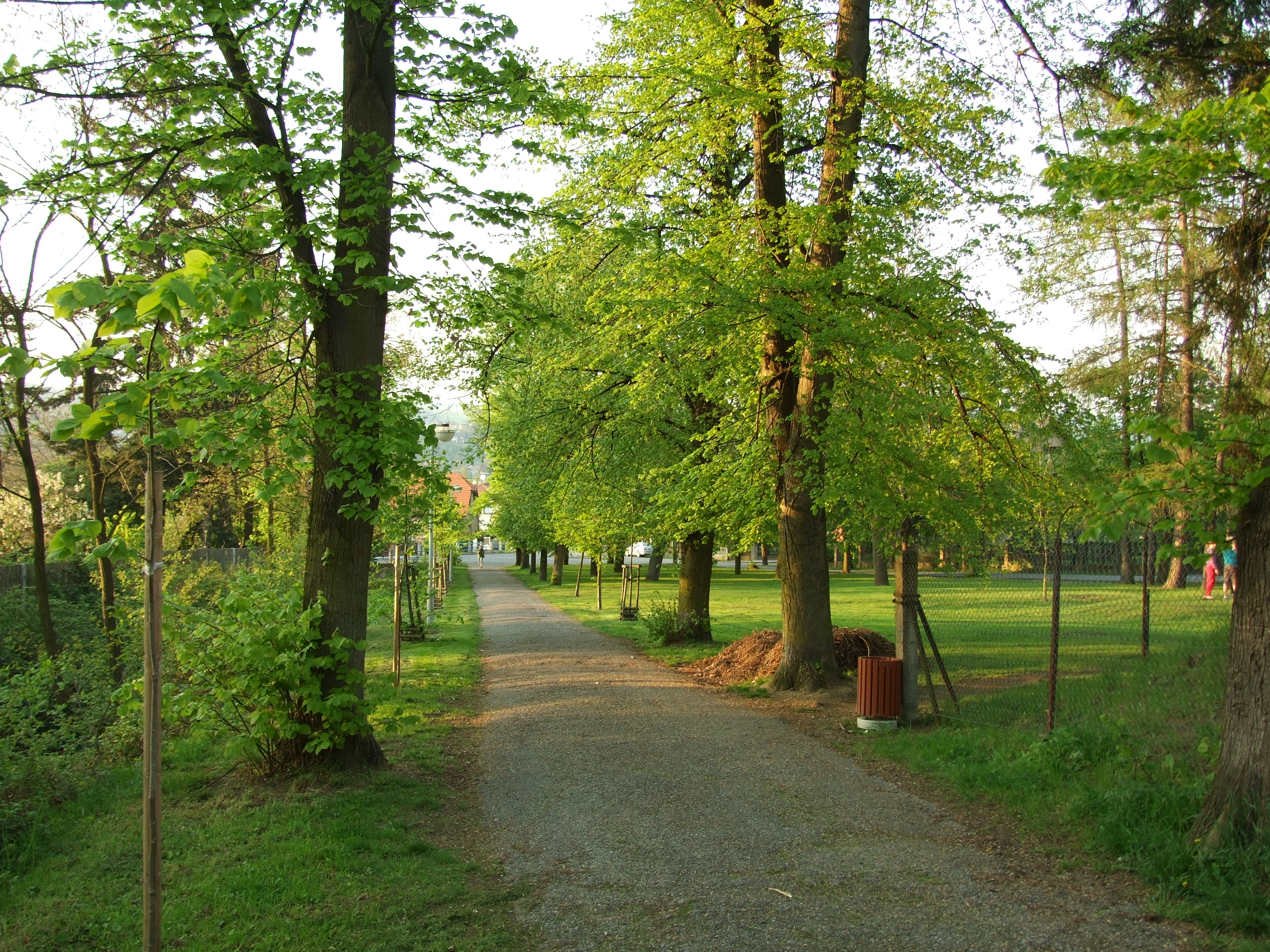
Tyršovo stromořadí
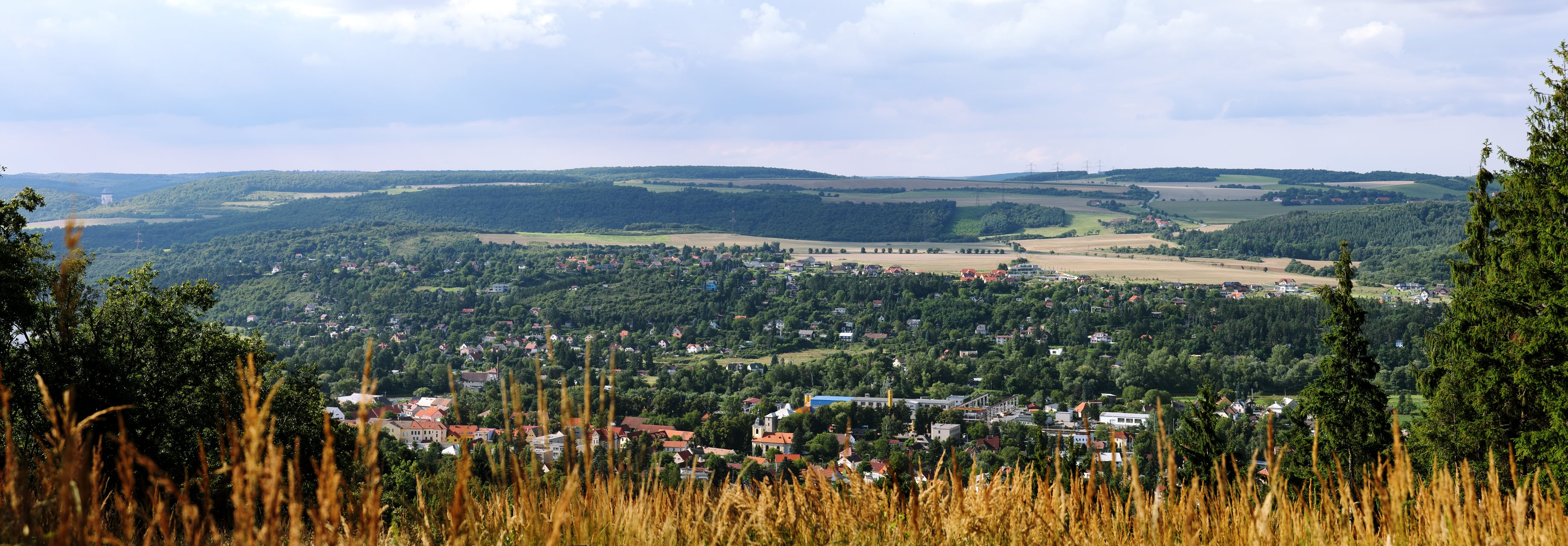
Pohled na Řevnice a okolí od jihu
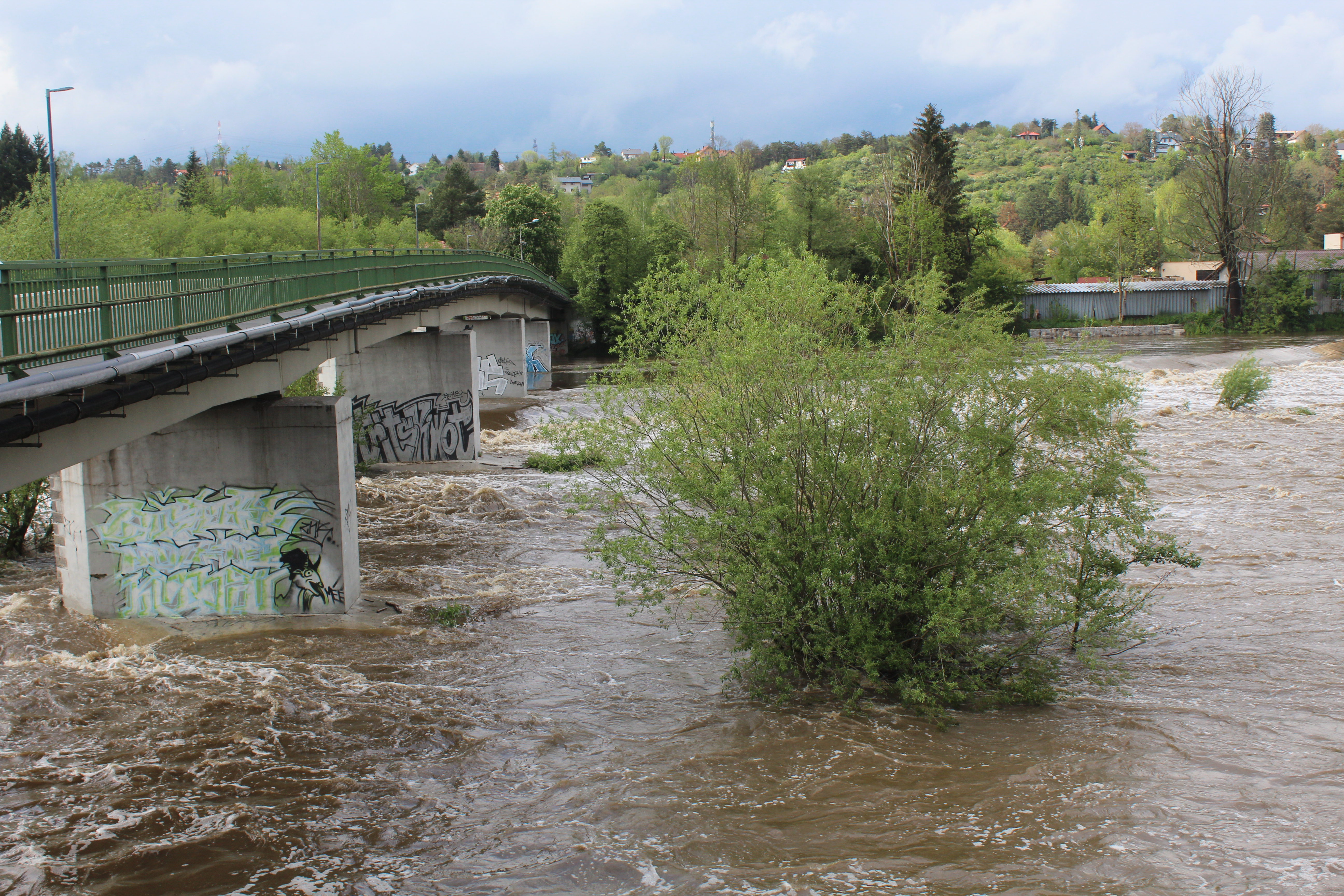
Lávka přes Berounku při povodni 2021
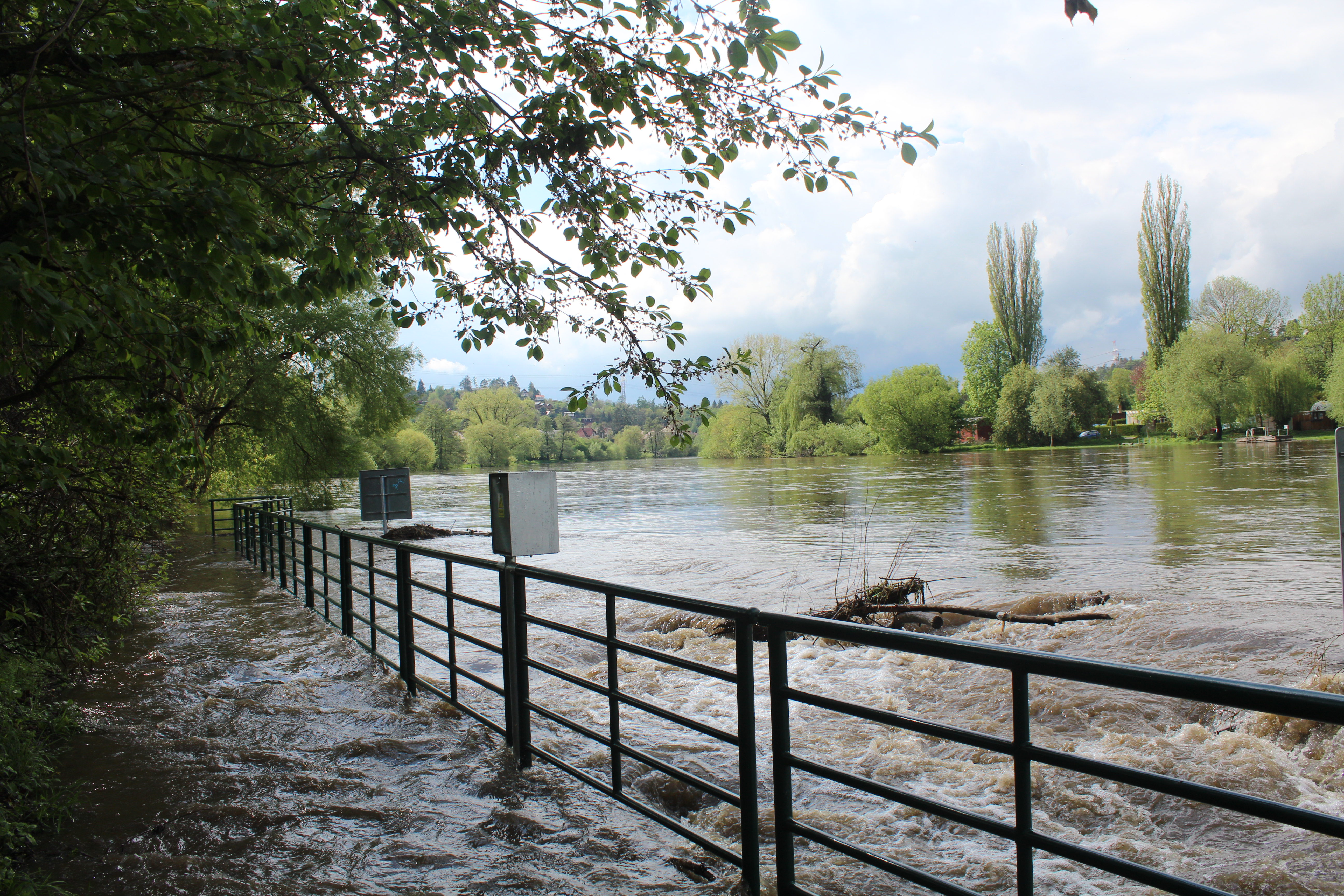
Jez při povodni 2021